# Mykhaylo Kokhan
Myhaylo Kokhan (en ukrainien : Михайло Сергійович Кохан, né le 22 janvier 2001) est un athlète ukrainien, spécialiste du lancer du marteau.

## Biographie
Il remporte le titre lors des championnats du monde cadets 2017 à Nairobi.
Le 7 juillet 2018, lors des Championnats d'Europe jeunesse 2018, il établit la meilleure performance mondiale cadets, en améliorant son record personnel obtenu un peu plus tôt à Randvere en 86,78 m.
Parmi les résultats remarquables des cadets, celui de l'Ukrainien Myhaylo Kokhan, 17 ans, très attendu au lancer du marteau, après un 86,78 m (NR) en Estonie plus tôt dans la saison, mérite d'être souligné, en tant que seule meilleure performance mondiale pour un cadet battue, avec pas moins de cinq lancers au-delà de 83 m et après avoir battu le record des championnats dès les qualifications avec 82,42 m. Sa série en finale est en effet exceptionnelle : 86,60 au premier lancer, 87,00 m au second, ce qui constituait le 2e meilleur lancer au monde juste derrière les 87,10 m de Bence Halász, présent sur le stade, et enfin le record absolu au dernier lancer, 87,82 m. Il s'agit du meilleur jet de marteau de tous les temps, toutes catégories confondues. Le 13 juillet 2018, cette fois avec le marteau de 6 kg, il remporte, en battant son record personnel, la médaille d’argent lors des Championnats du monde juniors d'athlétisme 2018 à Tampere, seulement battu par Jake Norris. L'année suivante, il remporte brillamment les Championnats d'Europe juniors d'athlétisme 2019 avec un jet de 84,73 m. Toujours junior, il termine 5e des championnats du monde 2019 sénior à Doha avec 77,39 m, record personnel. 
En 2020, la pandémie mondiale du COVID19 l'empêche de s'attaquer au record du monde junior détenu par le Qatarien Ashraf Amgad el-Seify avec 85,57 m établi en 2012. Mykhaylo est licencié en France au Stade bordelais depuis 2020[réf. nécessaire]. 
Kokhan se concentre alors sur sa préparation aux Jeux olympiques d'été de 2020, déplacés en 2021. Il dépasse pour la première fois la barrière symbolique des 80 mètres avec l'engin sénior le 5 juillet 2021 à l'occasion du Grand Prix Hongrois d'athlétisme Mémorial István-Gyulai. Une semaine plus tard, il gagne les Championnats d'Europe espoirs d'athlétisme avec un jet de 77,88 m. À Tokyo, il termine 4ème en dépassant une nouvelle fois les 80m (80,39 m)[réf. nécessaire]. En 2022, sa préparation est fortement affectée par l'invasion de l'Ukraine par la Russie. Il s'entraine en Turquie de janvier à mai. Sa saison est mitigée avec une constance au plus haut niveau mais pas de performance de pointe. Il finit 7ème de la finale lors des Championnats du monde d'athlétisme 2022 à Eugène. Le 27 juin 2025 à Madrid, Mykhaylo Kokhan établit un nouveau record personnel et remporte le marteau masculin de haut niveau à Madrid 2025, avec un lancer à 81,66m.  

## Palmarès

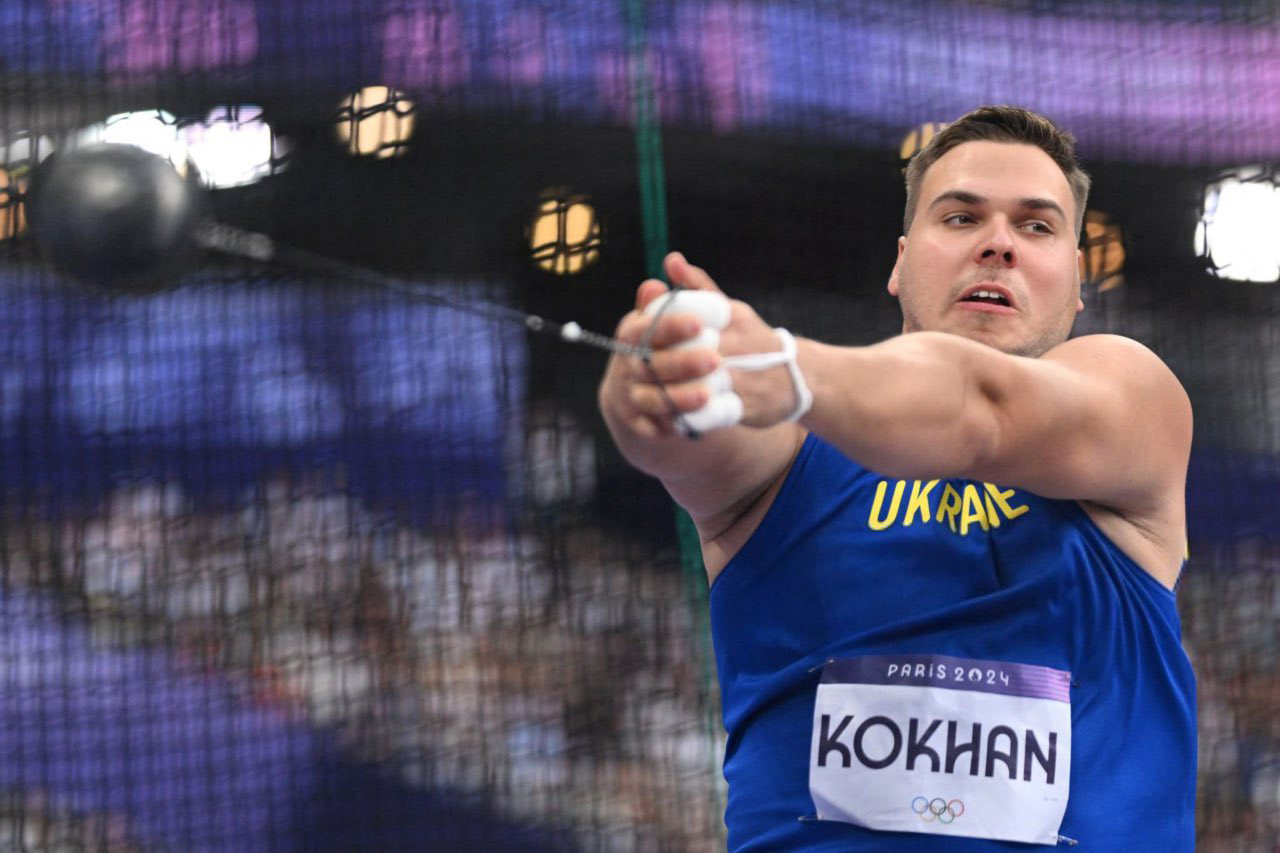
Mykhaylo Kokhan aux Jeux olympiques d'été de 2024.

| Date | Compétition                       | Lieu     | Résultat | Marque  |
| ---- | --------------------------------- | -------- | -------- | ------- |
| 2017 | Championnats du monde cadets      | Nairobi  | 1er      | 82,31 m |
| 2018 | Championnats d'Europe cadets      | Gyor     | 1er      | 87,82 m |
| 2018 | Championnats du monde juniors     | Tampere  | 2e       | 79,68 m |
| 2019 | Championnats d'Europe juniors     | Borås    | 1er      | 84,73 m |
| 2019 | Championnats du monde             | Doha     | 5e       | 77,39 m |
| 2021 | Jeux olympiques                   | Tokyo    | 4e       | 80,39 m |
| 2022 | Championnats du monde             | Eugene   | 7e       | 78,83 m |
| 2022 | Championnats d'Europe             | Munich   | 5e       | 78,48 m |
| 2023 | Coupe d'Europe des lancers (U23)  | Leiria   | 1er      | 75,80 m |
| 2023 | Jeux européens                    | Chorzów  | 2e       | 77,03 m |
| 2023 | Championnats d'Europe espoirs     | Espoo    | 1er      | 77,21 m |
| 2023 | Championnats du monde             | Budapest | 5e       | 79,59 m |
| 2024 | Coupe d'Europe des lancers        | Leiria   | 1er      | 78,13 m |
| 2024 | Championnats d'Europe             | Rome     | 3e       | 80,18 m |
| 2024 | Jeux olympiques                   | Paris    | 3e       | 79,39 m |
| 2025 | Championnats d'Europe par équipes | Madrid   | 1er      | 81,66 m |

## Records
| Épreuve           | Marque  | Lieu   | Date         |
| ----------------- | ------- | ------ | ------------ |
| Lancer du marteau | 81,66 m | Madrid | 27 juin 2025 |